# Morti nel 1973/Agosto
| Questa pagina contiene informazioni ricavate automaticamente dalle voci biografiche con l'ausilio del template Bio e di un bot. L'aggiornamento è periodico e automatico e ricostruisce completamente la pagina. Se manca una persona in questa lista, sei pregato di non aggiungerla, ma accertati piuttosto che la sua voce biografica contenga il template Bio e che i dati anagrafici siano correttamente compilati. Se il template Bio manca, inseriscilo tu stesso o, in alternativa, metti l'avviso {{tmp\|Bio}} che ne segnala la mancanza. Se i dati riportati sono sbagliati, correggi direttamente la voce biografica; le modifiche saranno visibili in questa lista entro pochi giorni. Per chiarimenti vedi il progetto biografie. La lista contiene solo le 90 persone che sono citate nell'enciclopedia e per le quali è stato implementato correttamente il template Bio. Pagina aggiornata al 3 mar 2024. |

- 1º agosto - Jan Domela, artista olandese (n. 1894)
- 1º agosto - Dolores Hitchens, scrittrice statunitense (n. 1907)
- 1º agosto - Gian Francesco Malipiero, compositore italiano (n. 1882)
- 1º agosto - Walter Ulbricht, politico tedesco (n. 1893)
- 1º agosto - Frederick Worlock, attore inglese (n. 1886)
- 2 agosto - Enghel Barbieri, calciatore italiano (n. 1898)
- 2 agosto - Pasquale Cortese, politico italiano (n. 1901)
- 2 agosto - Jón Jónsson, nuotatore e pallanuotista islandese (n. 1908)
- 2 agosto - Pietro Lizier, politico italiano (n. 1896)
- 2 agosto - Aldo Maina, politico italiano (n. 1929)
- 2 agosto - Jean-Pierre Melville, regista, sceneggiatore e produttore cinematografico francese (n. 1917)
- 2 agosto - Rosetta Pampanini, soprano italiano (n. 1896)
- 3 agosto - Guido Ferracin, pugile italiano (n. 1926)
- 3 agosto - Garibaldo Marussi, scrittore, poeta e critico d'arte italiano (n. 1909)
- 3 agosto - Ilias Venezis, scrittore greco (n. 1904)
- 4 agosto - Tania Balachova, attrice francese (n. 1902)
- 4 agosto - Eddie Condon, musicista e chitarrista statunitense (n. 1905)
- 4 agosto - Gustav Freij, lottatore svedese (n. 1922)
- 5 agosto - Warren B. Duff, sceneggiatore e produttore cinematografico statunitense (n. 1904)
- 6 agosto - Fulgencio Batista, generale e politico cubano (n. 1901)
- 6 agosto - Memphis Minnie, cantante e musicista statunitense (n. 1897)
- 7 agosto - Régis Blachère, arabista francese (n. 1900)
- 7 agosto - José Villalonga, allenatore di calcio spagnolo (n. 1919)
- 8 agosto - Dean Corll, serial killer statunitense (n. 1939)
- 8 agosto - Hassan El-Far, calciatore egiziano (n. 1912)
- 8 agosto - Gösta Frändfors, lottatore svedese (n. 1915)
- 8 agosto - Mario Gastaldi, editore e giornalista italiano (n. 1903)
- 8 agosto - Vilhelm Moberg, scrittore, drammaturgo e giornalista svedese (n. 1898)
- 8 agosto - Nikos Zachariadīs, politico greco (n. 1903)
- 9 agosto - William Aitken, allenatore di calcio scozzese (n. 1894)
- 9 agosto - Charles Daniels, nuotatore statunitense (n. 1885)
- 9 agosto - Ferdinando Trambaiolo, umanista italiano (n. 1914)
- 10 agosto - Douglas Kennedy, attore statunitense (n. 1915)
- 11 agosto - Peggie Castle, attrice statunitense (n. 1927)
- 11 agosto - Ichirō Sugai, attore giapponese (n. 1907)
- 11 agosto - Giorgio William Vizzardelli, serial killer italiano (n. 1922)
- 11 agosto - Karl Ziegler, chimico tedesco (n. 1898)
- 12 agosto - Walter Rudolf Hess, medico e fisiologo svizzero (n. 1881)
- 12 agosto - Adriano Romualdi, storico, saggista e politico italiano (n. 1940)
- 13 agosto - Secondina Cesano, numismatica italiana (n. 1879)
- 13 agosto - Fritz Metzger, architetto svizzero (n. 1898)
- 13 agosto - Paul Scheuermeier, linguista svizzero (n. 1888)
- 14 agosto - Germaine Golding, tennista britannica (n. 1887)
- 14 agosto - Kim Newcombe, pilota motociclistico neozelandese (n. 1944)
- 15 agosto - Edoardo D'Onofrio, politico italiano (n. 1901)
- 15 agosto - Nagi Daifullah, sindacalista statunitense (n. 1949)
- 15 agosto - Eduardo Rodríguez Larreta, avvocato, giornalista e politico uruguaiano (n. 1888)
- 15 agosto - Edgar Ludlow-Hewitt, generale inglese (n. 1886)
- 15 agosto - Edward Turner, designer britannico (n. 1901)
- 16 agosto - Renato Angiolillo, giornalista e politico italiano (n. 1901)
- 16 agosto - Veda Ann Borg, attrice statunitense (n. 1915)
- 16 agosto - Max Brand, calciatore svizzero (n. 1895)
- 16 agosto - Chang King Hai, calciatore cinese (n. 1917)
- 16 agosto - Selman Abraham Waksman, biologo e microbiologo ucraino (n. 1888)
- 17 agosto - Conrad Aiken, scrittore e poeta statunitense (n. 1889)
- 17 agosto - Jean Barraqué, compositore francese (n. 1928)
- 17 agosto - Oliviero Conti, calciatore italiano (n. 1933)
- 17 agosto - Antonio Fonda Savio, militare, partigiano e imprenditore italiano (n. 1895)
- 17 agosto - William Milbourne James, ammiraglio britannico (n. 1881)
- 17 agosto - Dawson Walker, allenatore di calcio scozzese (n. 1916)
- 18 agosto - François Bonlieu, sciatore alpino francese (n. 1937)
- 18 agosto - Axel Janse, ginnasta svedese (n. 1888)
- 19 agosto - Heikki Hirvonen, sciatore di pattuglia militare e sci orientista finlandese (n. 1895)
- 21 agosto - Patricia Avery, attrice statunitense (n. 1902)
- 21 agosto - Nell Franzen, attrice statunitense (n. 1889)
- 22 agosto - Louise Huff, attrice statunitense (n. 1895)
- 22 agosto - Stanton Macdonald-Wright, pittore statunitense (n. 1890)
- 23 agosto - Hellmuth Kneser, matematico tedesco (n. 1898)
- 23 agosto - Annibale Pizzarelli, musicista e direttore di coro italiano (n. 1885)
- 24 agosto - Michele Castelli Guaccero, prefetto, diplomatico e politico italiano (n. 1877)
- 24 agosto - Pietro Zuccarino, vescovo cattolico italiano (n. 1898)
- 25 agosto - Knud Bastrup-Birk, calciatore danese (n. 1919)
- 25 agosto - Mahmud Taymur, scrittore egiziano (n. 1894)
- 26 agosto - Maurice Tillette, calciatore francese (n. 1884)
- 27 agosto - Tol Avery, attore statunitense (n. 1915)
- 27 agosto - Biagio Budelacci, vescovo cattolico italiano (n. 1888)
- 27 agosto - Vincenzo Martellotta, marinaio italiano (n. 1913)
- 27 agosto - Carlo Mollino, architetto e designer italiano (n. 1905)
- 27 agosto - Enrico Nicodemo, arcivescovo cattolico italiano (n. 1906)
- 27 agosto - Corrado Terranova, politico italiano (n. 1902)
- 28 agosto - Aldo De Maria, chirurgo italiano (n. 1925)
- 28 agosto - Natale Evola, mafioso statunitense (n. 1907)
- 28 agosto - Gaetano Fusella, violinista e compositore italiano (n. 1876)
- 29 agosto - Romeo Bertini, maratoneta e mezzofondista italiano (n. 1893)
- 29 agosto - Stringer Davis, attore britannico (n. 1899)
- 29 agosto - Pio Veronese, avvocato e calciatore italiano (n. 1898)
- 30 agosto - Michael Dunn, attore e cantante statunitense (n. 1934)
- 30 agosto - Robert Défossé, calciatore francese (n. 1909)
- 30 agosto - Jean Sénac, poeta e drammaturgo algerino (n. 1926)
- 31 agosto - John Ford, regista e produttore cinematografico statunitense (n. 1894)